# الصافية (إب)

تعديل مصدري - تعديل

الصافية هي إحدى قرى عزلة شعب يافع بمديرية إب التابعة لمحافظة إب، بلغ تعداد سكانها 199 نسمة حسب تعداد اليمن لعام 2004.